# Steven Alan Hawley
Steven Alan Hawley (* 12. Dezember 1951 in Ottawa, Bundesstaat Kansas, USA) ist ein ehemaliger US-amerikanischer Astronaut. 
Hawley erhielt 1973 jeweils einen Bachelor in Physik und in Astronomie von der University of Kansas und 1977 einen Doktor in Astronomie und Astrophysik von der University of California, Santa Cruz. Während und nach seinem Studium forschte er an verschiedenen Observatorien. 

## Astronautentätigkeit
Im Januar 1978 wurde Hawley von der NASA als Astronautenanwärter ausgewählt. Vor der ersten Space-Shuttle-Mission (STS-1) arbeitete er als Simulator-Pilot für die Softwareüberprüfung am Shuttle Avionics Integration Laboratory (SAIL). Für STS-2, STS-3 und STS-4 war er Mitglied der Unterstützungsmannschaften am Kennedy Space Center. Von 1984 bis 1985 war er technischer Assistent für den Direktor der Flight Crew Operations. Von 1987 bis 1990 war er stellvertretender Leiter des Astronautenbüros. Im Juni 1990 wurde er Direktor am Ames Research Center der NASA. Im August 1992 kehrte er zum Johnson Space Center als stellvertretender Direktor für Flight Crew Operations zurück. Ab Februar 1996 trainierte er für die Mission STS-82 nahm danach wieder seine Tätigkeit als stellvertretender Direktor für Flight Crew Operations auf. Von Oktober 2001 bis November 2002 war er Direktor für Flight Crew Operations. Danach war er Associate Director für Astromaterials Research and Exploration Science am Space and Life Sciences Directorate des Johnson Space Centers. 

### STS-41-D
Bei seinem ersten Raumflug war Hawley Missionsspezialist auf dem Jungfernflug der Raumfähre Discovery am 30. August 1984. Außer dem Kommandanten waren er und die anderen vier Besatzungsmitglieder allesamt Weltraumneulinge. Während der sechstägigen Mission wurden die drei Satelliten SBS-D, SYNCOM IV-2 (auch bekannt als LEASAT 2) und Telstar 3-C ausgesetzt. Außerdem wurden das OAST-1-Solarzellenexperiment und das Experiment CFES-III zur Erforschung des Kristallwachstums durchgeführt. Daneben wurden auch Aufnahmen mit einer mitgeführten IMAX-Kamera gemacht. Mit dem Roboterarm des Shuttles mussten während der Mission gefährliche Eisplatten vom Orbiter entfernt werden.

### STS-61-C
Hawley startete am 12. Januar 1986 mit der Raumfähre Columbia zur Mission STS-61-C. Hauptziel der Mission war es, den Kommunikationssatelliten SATCOM KU-1 in seine Umlaufbahn zu bringen. Außerdem wurden zahlreiche kleinere astrophysikalische und materialwissenschaftliche Experimente durchgeführt.

### STS-61-J
Diese aufgrund des Challenger-Unglücks abgesagte Atlantis-Mission STS-61-J hätte im Oktober 1986 das Hubble Space Telescope aussetzen sollen. Als Besatzung waren John Watts Young (wäre sein 7. Start gewesen), Charles Frank Bolden, Kathryn Dwyer Sullivan, Bruce McCandless und Steven Hawley eingeplant. Später wurde diese Mission unter einem neuen Kommandanten STS-31.

### STS-31
Hawleys dritter Flug begann am 24. April 1990. Hauptaufgabe von STS-31 war das Aussetzen des Hubble-Weltraumteleskops. Daneben wurden mit einer IMAX-Kamera Aufnahmen von der Erde gemacht. Die Discovery landete nach fünf Tagen am 29. April.

### STS-82
Mit der Raumfähre Discovery flog Hawley am 11. Februar 1997 zur zweiten Wartungsmission für das Hubble-Weltraumteleskop (HST). Hawley bediente den Roboterarm bei den insgesamt fünf Weltraumausstiegen (EVA), während derer das Teleskop repariert wurde. Neben einem Bandrekorder, der durch einen Kernspeicher ersetzt wurde, erhielt das HST die Infrarotkamera NICMOS und das Spektroskop STIS. Dafür wurden zwei Spektrografen ausgebaut.

### STS-93
Am 23. Juli 1999 flog Hawley an Bord der Raumfähre Columbia im Rahmen der Mission STS-93 ins All. Während der fünftägigen Mission wurde das Chandra-Röntgenteleskop ausgesetzt. An Bord der Raumfähre wurden anschließend Experimente auf den Gebieten Biologie, Astronomie, Atmosphärenforschung und Raumfahrttechnologie durchgeführt.

## Nach der NASA
Im Februar 2008 schied Hawley aus der NASA aus und wurde Mitglied der Fakultät der University of Kansas.

## Privates
Hawley war von 1982 bis 1987 mit der Astronautin Sally Kristen Ride verheiratet. Die Ehe war kinderlos.
Er ist in zweiter Ehe mit der ehemaligen NASA-PR-Beamtin Eileen M. Keegan verheiratet.